# Ibrahim
Az Ibrahim héber → arab eredetű férfinév (eredetileg arabul Ibráhím), jelentése: minden nép atyja. Lásd még: Ábrahám

## Névnapok
- június 15.
- augusztus 16.
- október 9.

## Alakváltozatok
- Ibrány, névnap: október 9.

## Híres Ibrahimok, Ibrányok
- Háfiz Ibráhím egyiptomi arab költő
- Ibrahim Afellay holland labdarúgó
- Ibrahim Issa nigeri író
- Ibrahim Müteferrika oszmán nyomdász, az első török nyomda kolozsvári születésű, magyar származású megalapítója
- Ibráhim Nágí egyiptomi arab költő
- Ibrahim Pecsevi magyar származású oszmán kori történész
- Ibrahim Rugova koszovói albán politikus
- Tacettin Ibrahim török költő
- Ibrahim Ferrer kubai énekes, a Buena Vista Social Club egyik résztvevője
- Pargali Ibrahim I. Szulejmán oszmán szultán sógora, 1523 és 1536 között nagyvezír

## További keresztnevek
- Magyar névnapok listája dátum szerint
- Magyar névnapok listája betűrendben